# Naissance en 1432
Naissance
- 1428
- 1429
- 1430
- 1431
- 1432
- 1433
- 1434
- 1435
- 1436

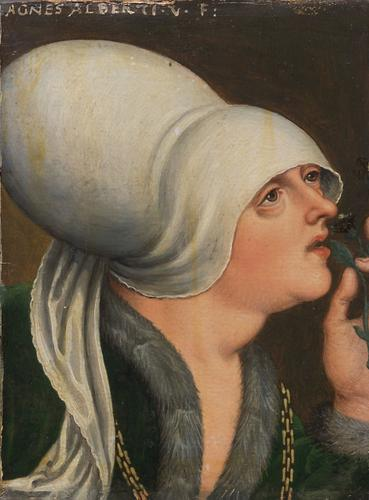
Anne de Luxembourg, née en 1432.

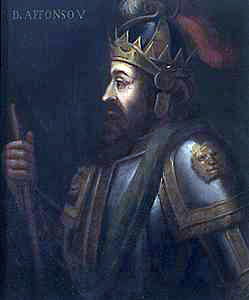
Alphonse V, né en 1432.

Cette page dresse une liste de personnalités nées au cours de l'année 1432 :
- 15 janvier : Alphonse V, dit L'Africain, roi de Portugal et des Algarves.
- 17 janvier : Antonio Pollaiuolo, peintre, sculpteur, graveur et orfèvre italien de la Renaissance.
- 29 mars : Mehmet II, le Conquérant, futur sultan ottoman, et vainqueur de Constantinople, qu'il prend le 29 mai 1453.
- 12 avril : Anne de Luxembourg, duchesse titulaire de Luxembourg et landgravine consort de Thuringe.

- Christine Abrahamsdotter, reine de Suède et de Finlande.
- Ahi Çelebi (en), médecin Ottoman.
- Peter Courtenay, évêque d'Exeter et évêque de Winchester.
- Thomas Courtenay, 6e/14e Comte de Devon, noble anglais.
- Isabelle de Coimbra, reine consort du Portugal.
- Vicino da Ferrara, peintre italien.
- Giuliano da Maiano, architecte et sculpteur versé dans la marqueterie (intarsia) de la Renaissance italienne.
- Diogo de Azambuja, officier militaire portugais qui participe à l'exploration et à la colonisation de l'Afrique.
- Pier Luigi de Borgia, gouverneur de Terni, Narni, Todi, Rieti, Orvieto, Spolète, Foligno, Nocera, Assise, Amelia, Civita Castellana et de Nepi, seigneur de Terracine et de Bénévent, préfet de Rome et capitaine général de l'Eglise.
- Isabelle de Coimbra, infante du Portugal.
- Margaret de Mosbach (en), comtesse palatine.
- Alix de Parroye, chanoinesse française, abbesse du Chapitre de Remiremont.
- Annius de Viterbe, né Giovanni Nanni, dominicain et historien italien.
- Gilbert Debenham (en), chevalier et politicien anglais.
- Sigismondo dei Conti, mécène, écrivain, historien et humaniste italien.
- Blanche del Carretto (en), noble de Monaco.
- Raffaello di Leca, noble, politicien et militaire corse.
- Ōta Dōkan, aussi connu sous le nom Ōta Sukenaga, samouraï, poète guerrier, tacticien militaire et moine bouddhiste japonais.
- Innocent VIII : né Giovanni Battista Cybo, pape de 1484 à 1492.
- Luigi Pulci, poète italien.
- Bernardo Rossi (it), évêque italien.
- Hōjō Sōun, premier chef du clan Go-Hōjō, né Ise Moritoki, il est connu à l'origine sous le nom de Ise Shinkurō, samouraï du clan Taira.
- Theda Ukena, deuxième épouse d'Ulrich Ier de Frise orientale.

date incertaine (vers 1432)
- Isotta degli Atti, noble italienne.
- John Grey, chevalier anglais et premier époux d'Élisabeth Woodville.
- Shah Yaqeeq Bukhari (en), saint musulman de Sind.

## Crédit d'auteurs
- Cet article est partiellement ou en totalité issu de l'article intitulé « 1432 » (voir la liste des auteurs).